# 캐슬린 윌호이트
캐슬린 윌호이트(Kathleen Wilhoite, 1964년 6월 29일 ~ )는 미국의 배우, 가수이다.

## 출연 작품
- The Dog Lover (2016)
- 데들리 (2015년)
- 커스 오브 더 선셋 스타렛 (2012년)
- 캘리포니아 솔로 (2012년) - 캐서린 역
- 엔드리스 범머 (2009년)
- 킹 오브 캘리포니아 (2007년) - 켈리 역
- 파이어크래커 (2005년) - 제시카 역
- 사랑해도 참을 수 없는 101가지 (2004년)
- 디 아더 사이드 (2001년)
- 퀵샌드 (2001년) - 베스 역
- 드라우닝 모나 (2000년) - 루신다 역
- 너스 베티 (2000년)
- 아름다운 세상을 위하여 (2000년) - 보니 역
- 브레스트 맨 (1997년)
- 디 엣지 (1997년)
- 컬러 오브 나이트 (1994년)
- 아빠와 한판승 (1994년)
- 깨어진 약속 (1993, Broken Promises: Taking Emily Back)
- 트래비의 실종 (1993년)
- 로렌조 오일 (1992년) - 디어드리 머피 역
- 욕망의 덫 (1991년)
- 에브리바디 윈스 (1990년)
- 뱃 인플루언스 (1990년)
- 로드 하우스 (1989년)
- 드림 데몬 (1988년)
- 캠퍼스 맨 (1987년)
- 비밀 경찰관 (1987년)
- 엔젤 하트 (1987년)
- 형사 머피 (1986년)
- 살의의 아침 (1986년)
- 랫보이 (1986년)
- 위치보드 (1985년)
- 생사의 여객기 (1984, Flight 90: Disaster on the Potomac)
- 프라이빗 스쿨 (1983년)

### 텔레비전
- L.A. 로 (1993-94)
- ER (1994-2002)
- 길모어 걸스 (2004-07)